# Das Böse (EP)
Das Böse ist eine EP des deutschen Musikprojekts E Nomine. Sie wurde am 28. Februar 2005 über die Labels Polydor und Maxximum Records veröffentlicht.

## Produktion
Die EP wurde von dem E-Nomine-Mitglied Christian Weller und dem Lizenznehmer David Brunner produziert. Beide fungierten dabei auch als ausführende Produzenten. Die Aufnahme erfolgte im Ramses Studio in Berlin.

## Beteiligte Sprecher
Die Texte der Lieder werden von den drei bekannten deutschen Synchronsprechern Helmut Krauss (Stimme von Samuel L. Jackson), Eckart Dux (Stimme von Anthony Perkins sowie von Michael Caine) und Tobias Meister (Stimme von Brad Pitt) gesprochen. Außerdem ist die Sängerin Joule L’Adara auf dem Song Mala zu hören.

## Covergestaltung
Das Cover der EP zeigt einen Totenschädel mit schwarzen Hörnern. Im Vordergrund steht der Titel Das Böse in Orangerot, während sich der graue Schriftzug E Nomine im oberen Teil des Bildes befindet. Der Hintergrund ist in Schwarz gehalten.

## Titelliste
| # | Titel                         | Sprecher       | Länge |
| - | ----------------------------- | -------------- | ----- |
| 1 | Das dunkle Element            | Tobias Meister | 1:16  |
| 2 | Das Böse (New Version 2005)   | Helmut Krauss  | 3:42  |
| 3 | Wiegenlied                    | Eckart Dux     | 7:45  |
| 4 | Mala                          | Joule L’Adara  | 3:28  |
| 5 | Das Böse (Nomen Est Omen Mix) | Helmut Krauss  | 4:52  |

## Chartplatzierungen
Das Böse stieg am 14. März 2005 auf Platz 44 in die deutschen Singlecharts ein und belegte in den folgenden Wochen die Ränge 60 und 64. Insgesamt hielt sich die EP sieben Wochen in den Top 100. In Österreich erreichte die EP Position 56 und hielt sich drei Wochen in den Charts, während sie in der Schweiz die Top 100 verpasste.